# Småholmarna, Lovisa
Småholmarna är öar i Finland. De ligger i Finska viken och i kommunen Lovisa i den ekonomiska regionen  Lovisa i landskapet Nyland, i den södra delen av landet. Öarna ligger omkring 62 kilometer öster om Helsingfors.
I ögruppen ingår bland andra:

- Klippholmen, 60°18′50″N 26°07′13″Ö / 60.3138°N 26.1203°Ö (0 ha)
- Bergholmen
- Brännholmen
- Måltidsholmen, 60°18′48″N 26°06′33″Ö / 60.3132°N 26.1093°Ö (2 ha)
- Långholmen
- Stora Småholmen, 60°19′03″N 26°07′11″Ö / 60.3176°N 26.1197°Ö (9 ha)